# Anomala varicolor
Anomala varicolor es una especie de escarabajo del género Anomala, familia Scarabaeidae. Fue descrita científicamente por Gyllenhal en 1817.
Esta especie se encuentra en varios países del continente asiático. 